# Neue Bürgerbewegung (China)

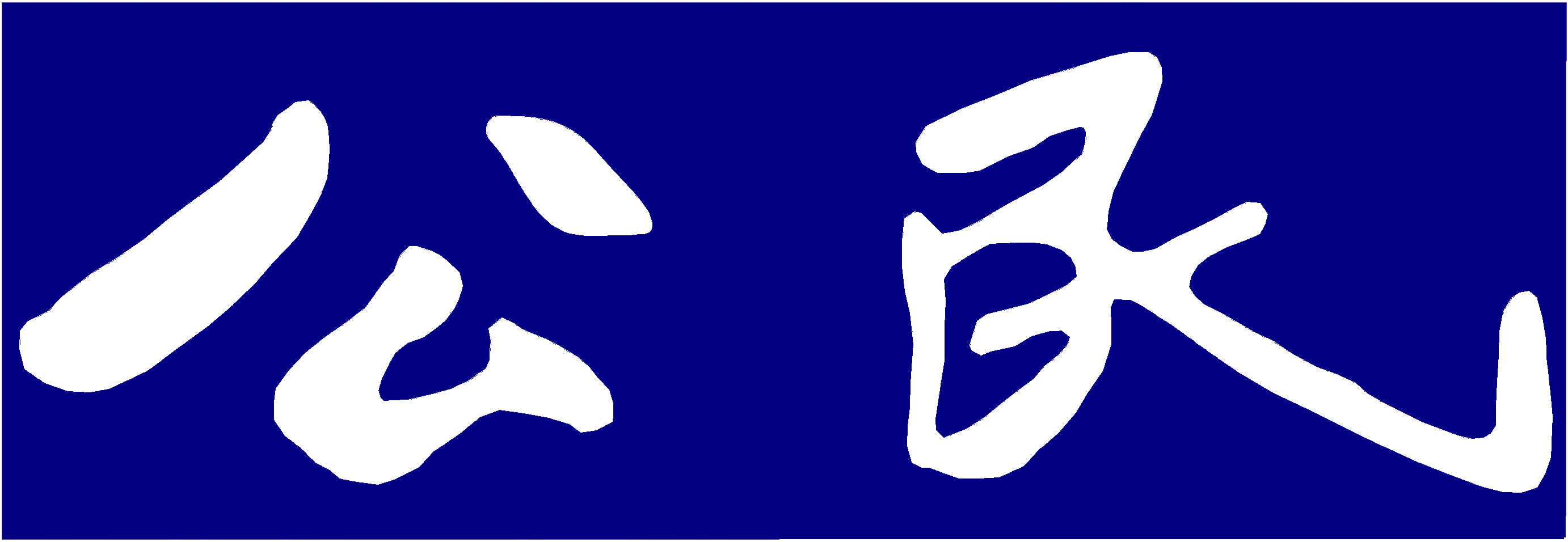
Bürger-Insignien, handgeschrieben von Sun Yatsen

Die Neue Bürgerbewegung (Chinesisch: 中国新公民运动; Pinyin: Zhōngguó XīnGōngMín YùnDòng) ist eine Rechtsbewegung bestehend aus Juristen und Bürgern mit sozialer Verantwortung. Sie wurde im März 2012 von Xu Zhiyong und weiteren Bürgerrechtlern gegründet. Vorreiter dieser Bewegung war die Gongmeng-Initiative, welche jedoch 2009 durch die Behörden verboten wurde. Die Neue Bürgerbewegung zählte zuletzt ihre Mitgliederzahl auf mehr als 5000.
Der Name wurde von Xu Zhiyong, einem prominenten Rechtswissenschaftler und Zivilrechtsanwalt, in seinem Blogartikel „Chinas neue Bürgerbewegung“ im Mai 2012 vorgeschlagen.
Seit Beginn des 21. Jahrhunderts ist die neue Bürgerbewegung Teil der zivilen Bevölkerungsbewegungen im Festland-China. Die Neue Bürgerbewegung hat Verbindungen mit der Weiquan-Bewegung (einer Rechtsschutzinitiative), aber eine eindeutigere Satzung und weiterreichende Ziele als die Weiquan-Bewegung. Es ist eine politische Bewegung, die einen friedlichen Übergang des Landes zum Konstitutionalismus zu erreichen hofft, aber auch eine soziale Bewegung mit dem Ziel, den Übergang von der „Dienergesellschaft“ zur Zivilgesellschaft zu erreichen.
Chinesische Behörden haben stets versucht, die Neue Bürgerbewegung zu überwachen und zu unterdrücken.
Xu Zhiyong, der Begründer der Bewegung wurde am 16. Juli 2013 verhaftet. Wang Gongquan, ein bekannter Geschäftsmann und finanzieller Unterstützer der Bewegung wurde am 13. September 2013 verhaftet.

## Der Geist der Neuen Bürgerbewegung
Der Geist der Neuen Bürgerbewegung wurde erstmals von Xu Zhiyong in seinem Artikel „New Citizens’ Spirit - Free, Righteous, Loving“ benannt.

## Das Logo der Initiative

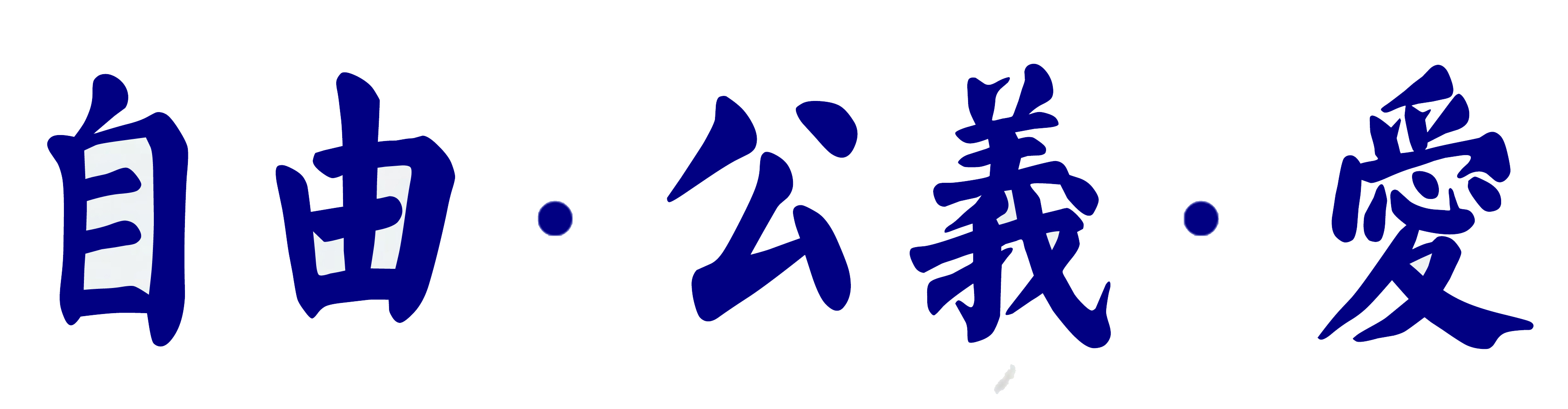
Das „Freie, Liebe, Gerechtigkeit“ - Abzeichen

Das Logo der Neuen Bürgerbewegung besteht aus dem Wort Bürger „公民“ in der Handschrift von Sun Yat-sen. Die Schriftzeichen sind in weiß auf blauem Hintergrund gehalten. Das Logo ist das gemeinsame Symbol des Strebens der chinesischen Bürger nach Freiheit, Demokratie, Rechtsstaatlichkeit und einer Verfassung.
Diese fünf chinesischen Schriftzeichen sind das Zeichen des Geistes der Neuen Bürgerbewegung.

## Aktivitäten der Neuen Bürgerbewegung

### Das Bürgerversprechen
Im Juni 2010 verfasste eine Gruppe von Gelehrten, Anwälten, Journalisten und Aktivisten einen offenen Brief mit dem Titel „Das Bürgerversprechen“, mit dem sie das Bewusstsein der chinesischen Bürger über zivile Rechte sensibilisieren und verbessern wollten. Die Autoren waren unter anderem Xu Zhiyong, Teng Biao, Wang Gongquan, Li Xionbing, Li Fangping, Xu Youyu und Zhang Shihe (Laohmiao).

### Gleiche Rechte für Bildung
Die „Gleiche Rechte für Bildung“-Kampagne zielte darauf ab, die große Unfairness der Verteilung des Bildungsmaterials im Festlandchina zu reduzieren und zu eliminieren. Eine der Forderungen der Kampagne war, die Hukou-Beschränkungen im Gaokao-System von Migrantenkindern in Großstädten abzuschaffen. Die Kampagne startete 2010 mit nur vier freiwilligen Studenteneltern und wuchs auf mehr als 100.000 Befürwortern im Jahre 2012 an. Unter dem dadurch entstandenen Druck überarbeitete das Bildungsministerium im August desselben Jahres die Gaokao-Politik für Migrantenkinder. In der Folge hoben einige Provinzen und Städte die Hukou-Beschränkungen auf. Peking und Shanghai stellen jedoch weiterhin Ausnahmen dar, sodass dort die Beschränkungen weiterhin existierten.

### Offenlegung der Vermögenswerte (von Regierungsbeamten)
Die Kampagne zur Offenlegung der Vermögenswerte forderte von den Regierungsbeamten in Festlandchina, ihre Besitztümer der Öffentlichkeit anzuzeigen. Zur Unterstützung der Kampagne wurden in vielen Städten Demonstrationen durchgeführt. Die bemerkenswerteste Demonstration fand in Peking am 31. März am Xidan Square statt und wurde von Yuan Dong, Zhang Baocheng, Ma Xinli und Hou Xin durchgeführt. Eine weitere ereignete sich in Xinyu, Jiangxi am 23. April 2013, die von Liu Ping, Wei Zhongping, Li Sihua und weiteren durchgeführt worden war.

### Städtisches Abendessen
Das Städtische Abendessen ist eine allmonatliche Versammlung, die am letzten Samstag jeden Monats stattfindet. In Festlandchina besteht die Abendversammlung der Neuen Bürgerbewegung seit vielen Jahren.
Gegen Ende 2011 wurde nach Beratungen vorgeschlagen, einen festen Termin festzulegen, damit die Vereinigung der Bürger gestärkt werden würde. Die Versammlungen zum Abendessen sind selbstorganisiert und generell werden soziale Angelegenheiten besprochen, allerdings gibt es keinen festgelegten Ablauf. 2013 fanden die Abendveranstaltungen in mehr als 30 Städten statt, auch in Übersee. Obwohl die Abendveranstaltungen für die Bewegung keine Schlüsselrolle spielten und auch nicht illegal waren, wurde dennoch in einigen Städten Druck auf sie ausgeübt, wie in Peking, Shanghai, Zhengzhou, Nanning und Changsha. Dort wurden die Teilnehmer verhört und für die Bewegung sensible Personen bedroht beziehungsweise verhaftet.

### Citizen Watch
Citizen Watch ist ein Bürgerfürsorgeprojekt der Neuen Bürgerbewegung, um die grundlegenden Bedürfnisse der Familien von Gewissensgefangenen sicherzustellen. Als Referenzsatz werden 50.000 RMB (ca. 6.800 €) pro Jahr veranschlagt. Teilnehmer dieses Projektes sollen selbständig regionale Gruppen bilden. Der Vorschlag für dieses Projekt kam von Li Huaping. Das Projekt ähnelt dem „Songfandang“-Projekt von Routangseng und „Ai-Mo-Can-Help“-Projekt von Ai Weiwei und Mo Zhixu.

## Reaktionen chinesischer Behörden
Chinesische Behörden unterdrücken häufig unabhängige Aktivisten. 2009 wurde die Gongmeng (Offene Verfassungsinitiative) wegen angeblicher Steuerhinterziehung durch die Behörden aufgelöst. Infolgedessen traten viele Gongmeng-Mitglieder der Neuen Bürgerbewegung bei, um die Bürgerrechtsaktivitäten fortzuführen. Zwischen Ende 2012 und 2013 gingen viele Bürger in Shenzhen, Peking, Jiangyi und weiteren Städten auf die Straßen, um die Offenlegung des Vermögens chinesischer Regierungsbeamten einzufordern. Dies führte zu vielen Verhaftungen: Yuan Dong, Zhang Baocheng, Ma Xinli, Hou Xin, Ding Jiaxi, Zhao Changqing, Sun Hanhui, Wang Yonghong, Li Wei und Qi Yueying wurden zwischen dem 31. März und 17. April 2013 verhaftet; Zhang Xiangzhong, Li Gang, Li Huanjun, Song Ze und Xu Zhiyong wurden in Peking festgenommen; Liu Ping, Wei Zhongping und Li Sihua aus Xinyu wurden am 28. April 2013 in Jiangxi ergriffen; Yuan Fengchu (Yuan Bing), Yuan Xiaohua, Huang Wenxun, Chen Jianxiong (Chen Jinxin) und Li Yinli wurden in Hubei am 25. Mai gefangen genommen.
Liu Ping, Wei Zhongping und Li Sihua wurden im Juli 2013 wegen „illegaler Versammlung“ beschuldigt und angeklagt. Außerdem wurden Liu Ping und Wei Zhongping im September wegen der „Versammlung einer Menschenmenge, um die öffentliche Ordnung zu stören“ und der Nutzung „eines bösen Kultes, um die Strafverfolgung zu untergraben“ angeklagt. Der Prozess begann Ende 2013.
Am 16. Juli 2013 wurde Xu Zhiyong nach drei Monaten Hausarrest verhaftet, wegen angeblicher „Versammlung einer Menschenmenge, um die öffentliche Ordnung zu stören“. Internationale und nationale Medien berichteten von dieser Verhaftung. Am 22. August wurde formell Anklage gegen Dr. Xu erhoben. Die Verhaftung von Dr. Xu verursachte weitreichende Proteste. Mao Yushi, Wang Gongquan, Xiaoshu, He Sanwei und Yang Zili veröffentlichten einen offenen Brief, in dem sie die Freilassung von Dr. Xu und anderen verhafteten Bürgern forderten. Über 3000 Menschen unterschrieben den offenen Brief.
Am 18. Juli 2013 wurde Chuan-Zhi-Xing, ein in Peking niedergelassenes NGO-Strategiezentrum, aufgrund der Beteiligung an Zivilrechtsrecherchen geschlossen.
Am 8. August 2013 wurde Guo Feixiong, ein Hauptorganisator der Neuen Bürgerbewegung, in Südchina verhaftet.
Am 11. August 2013 wurde Li Huaping, ein weiterer Hauptorganisator der Neuen Bürgerbewegung, in Ostchina verhaftet.
Am 13. September 2013 wurde Wang Gongquan von der Pekinger Polizei wegen „Störung der öffentlichen Ordnung“ verhaftet. Am 20. Oktober wurde er formell angeklagt.
Am 26. Januar 2014 wurde Xu Zhiyong vom Ersten Mittleren Volksgericht in Peking zu einer Gefängnisstrafe von vier Jahren verurteilt. Das Urteil begründete sich auf der „Versammlung einer Menschenmenge, um die öffentliche Ordnung zu stören“.
Im April 2014 wurden Ding Jianxi und Li Wei von der Neuen Bürgerbewegung wegen „Störung der öffentlichen Ordnung“ vor Gericht gestellt. Ausländische Diplomaten, die an der Gerichtsverhandlung teilnehmen wollten, wurden abgehalten, der Anhörung beizuwohnen.